# Клонинги (сериал)
 „Клонинги“ (неофициален превод от английски: Orphan Black) е канадски сериал, стартирал на 30 март 2013 г.
Премиерата на трети сезон е на 18 април 2015 г. На 7 май 2015 г. BBC America подновява сериала за четвърти сезон. През юни 2016 г. е обявено, че сериалът е подновен за пети последен сезон. 

## Резюме
Сара (Татяна Маслани) е сирак и аутсайдерка, която става свидетел на самоубийството на жена, изглеждаща досущ като нея. Сара приема самоличността ѝ, приятеля ѝ и банковата ѝ сметка – мисли си, че като я изпразни, ще реши проблемите си. Вместо това ги умножава – също като себе си. Героинята се оказва въвлечена в смъртоносна конспирация и грандиозна мистерия. Тя трябва да разбере коя е всъщност и колко нейни копия са пуснати из света.

## Герои
Клонинги
- Сара Манинг
- Елизабет (Бет) Чайлдс
- Алисън Хендрикс
- Кесима
- Елена
- Катя Обингер
- Рейчъл Дънкан
- Тони Савицки
- Дженифър Фитзсимонс
- Яника Цинклер
- Даниел
- Ариана Джордано
- Кристъл Годерич

Други
- Пол
- Феликс
- Детектив Арт Бел
- Госпожа Ес
- Кира
- Делфин
- Дони